# 古老的荣耀

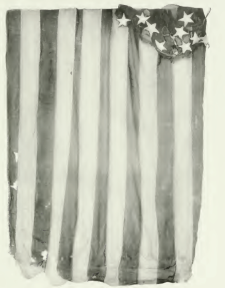
船长威廉·德莱佛拥有的原版“Old Glory”

古老的荣耀（英語：Old Glory）是美国国旗的昵称。最初的那面“Old Glory”属于19世纪的美国船长威廉·德莱佛（William Driver，1803-1886）。他在自己的航海生涯中一直悬挂这面旗帜，后来又把它带到了自己在退休后定居的地方——田纳西州的纳什维尔。德莱佛本人十分珍视这面旗帜，并在南北战争期间，在美利堅聯盟國收缴联邦旗帜的局面下成功地保住了自己的国旗。1922年，德莱佛的女儿和侄女声称自己家中的这面旗帜就是“Old Glory”，后来这面旗帜被史密森尼学会纳入收藏，现存于美国国家历史博物馆。

## “Old Glory”原件的历史
威廉·德莱佛船长于1803年3月17日出生于马萨诸塞州的塞勒姆，后在13岁时离家出走，在一艘船上成为了一名服务员（cabin boy）。
21岁时，德莱佛成为了一名船长，并拥有了一艘自己的船——查尔斯·道格特号（Charles Doggett）。1824年，德莱佛的母亲以及其他妇女为庆祝德莱佛的晋升而一起为他缝制了一面美国国旗，作为给他的礼物。德莱佛的船一直悬挂着这面旗帜，伴随着德莱佛度过了一段丰富的美国商船航海经历。他曾去过的地方包括中国、印度、直布罗陀以及南太平洋。德莱佛还参与过玳瑁贸易，并因此结识了一些斐济人。1831年，当德莱佛正在南太平洋上航海时，由于海况恶劣，他的船成为了“在同一天从塞勒姆出海的6艘船中的唯一幸存者”，德莱佛的船还救起了HMS Bounty号上的幸存者的65名子女并把他们带回了皮特凯恩岛。德莱佛因此相信，是上帝因自己的船上悬挂了那面旗帜而拯救了他的船  。
德莱佛对自己的国旗产生了很深的感情，并写道：“这面旗一直都是我的忠实伴侣，也是我的护身符。无论是野蛮人还是异教徒，无论是卑微之人还是受压迫之人，都会在广阔世界的遥远一端称颂并欢迎我的旗帜。所以，为什么不能把我的旗帜称之为Old Glory呢？”
1837年，德莱佛的妻子玛莎·西尔斯比·巴贝奇（Martha Silsbee Babbage）死于喉癌，德莱佛随后不再航海，当时他34岁，有三个年幼的孩子。后来他定居田纳西州纳什维尔，他有三个兄弟在那里开商店。第二年，德莱佛再婚，新婚妻子名为莎拉·简·帕克斯（Sarah Jane Parks），来自美国南方，德莱佛后来跟她又生了几个孩子。与德莱佛一同来到纳什维尔的还有他的美国国旗，在节假日，无论晴天还是下雨，他都会挂出他的旗帜。由于Old Glory面积过大，德莱佛就把它挂在从阁楼窗户里伸出的绳子上，并把另一段固定在楼下街道另一侧的滑轮上，再固定到一棵角豆树上。德莱佛在纳什维尔的职业是推销员，后来又在当地的基督主教教堂（Christ Episcopal Church）当守卫人（vestryman）  。
1860年，德莱佛和妻子以及女儿一起修复了他们的国旗，在上面又多缝上了10颗五角星，德莱佛还亲自用贴花（appliqué）的方式在旗帜的右下角上缝上了一个白色的小锚，用以象征自己的航海生涯。当时，德莱佛家中已因南方分裂主义问题而出现了分裂，德莱佛自己是一个坚定的联邦支持者（southern unionist），而他的两个儿子却是激进的邦联拥护者，还加入了当地的民团，其中的一个儿子还在佩里维尔（Perryville）战役中伤重不治。1862年3月，德莱佛自己写道：“我自己的两个儿子都在南军中卖命！我的家人都变得疏远了…我回家以后…根本没人安慰我。”
在田纳西州脱离联邦后不久，田纳西州州长伊舍姆·格林·哈里斯（Isham Green Harris）就派人去德莱佛家收缴Old Glory。当时已经58岁的德莱佛将来者拒之门外并要求对方出具搜查令。后来，又有一支南军部队来到德莱佛家的门廊前，德莱佛依然拒绝交出联邦旗，还说：“想要我的旗，那就先跨过我的尸体再去拿吧。”
为保护自己的旗帜免于受到更多威胁，德莱佛和一些邻居把那面旗缝进了床单里，一直藏到1862年2月联邦军（以第六俄亥俄步兵团为首）占领纳什维尔为止。当时，德莱佛在看到联邦旗和第六俄亥俄步兵团旗帜在议会大厦的旗杆上升起之后，前往田纳西州议会大厦并要求会见联邦军指挥官。
纳什维尔城中的联邦军指挥官是威廉·纳尔逊（William Nelson）准將，外号“公牛”（Bull），他的侍從官霍勒斯·费舍尔（Horace Fisher）对德莱佛的描述是：“一个粗壮的中年男人，头发灰白，剪得很短，个子不高，肩膀很宽，步态起伏（a roll in his gait）。”德莱佛带着自己的床单来见联邦军指挥官，并自称是一个支持联邦的船长，他随即打开床单，旗帜露了出来。纳尔逊接受了这面旗帜并下令将其悬挂在议会大厦的旗杆上。第六俄亥俄步兵团后来将“Old Glory”当成了部队格言。
当晚，Old Glory在一阵强烈的暴风雨中破损严重，德莱佛因此便用一面新国旗代替了Old Glory，以便更好地保存原始旗帜。Old Glory因此又在德莱佛家中被保存了两年多，直到1864年12月纳什维尔战役爆发，当时邦联军部队在约翰·贝尔·胡德（John Bell Hood）的指挥下试图重夺纳什维尔，德莱佛见势便将Old Glory从自家房屋三层的窗户里伸出，随后便加入了保卫城市的行列。在南北战争的余下时间里，德莱佛一直在纳什维尔当地的医院里担任教务长（provost marshal，管理宪兵的官员）。
德莱佛的女儿玛丽·简·罗兰（Mary Jane Roland）表示，父亲在1873年7月10日将Old Glory作为礼物送给了她，同时还对她说：“这就是我的那艘老船上悬挂的国旗，Old Glory。我爱它就像母亲爱自己的孩子一样。接过它，爱惜它，就像我一直爱惜它一样。因为这面旗即是我忠实的朋友也是我的护身符，在世界各地，无论我面对的是文明人还是野蛮人，抑或是异教徒，它始终如一地保佑了我。”
德莱佛死于1886年3月3日，葬于纳什维尔城市公墓。在德莱佛的要求下，他当年解救HMS Bounty号上的乘员的事迹被刻在了他的墓碑上  。 
德莱佛死后，他的家人就因为Old Glory的继承权问题而爆发了冲突。德莱佛的侄女哈里特·露丝·沃特斯·库克（Harriet Ruth Waters Cooke，德莱佛最小的妹妹的女儿）后来声称是她继承了Old Glory并把自己手中的那面旗捐给了位于塞勒姆的埃塞克斯研究所（Essex Institute），这个研究所在后来成为了皮博迪埃塞克斯博物馆（Peabody Essex Museum）。一同被她捐出的还有家族纪念品，其中包括皮特凯恩岛上的人写给德莱佛的一封信。库克在1889年自行出版了一部家族回忆录，书中回避了所有关于德莱佛的女儿玛丽·简·罗兰的内容。
德莱佛的女儿罗兰则在1918年出版了一本名为“Old Glory，the true story”的书，在这部回忆录中，罗兰驳斥了库克的说法并拿出了能证明自己才是真正的Old Glory的所有者的证据。1922年，罗兰将自己手中的Old Glory交给了时任美國总统沃伦·加梅利尔·哈定，哈定则把那面旗帜转交给了史密森尼学会。同年，皮博迪埃塞克斯博物馆把馆藏的另一面Old Glory也交给了史密森尼学会。
2019年，德莱佛的玄孙杰克·本茨（Jack Benz）以自己收集的资料以及来自德莱佛船长的后人的资料为参考，出版了一部描述威廉·德莱佛船长的生活以及航海冒险经历的小说。

## 史密森尼学会的收藏
史密森尼学会认为，罗兰捐献的那面旗帜才是真的Old Glory，因为“田纳西州立图书馆及档案馆中的书面文件证据能证明来自罗兰的旗帜才是当年被藏在被单里并在联邦军占领纳什维尔以后重见天日的Old Glory。罗兰捐献的国旗的尺寸为17x10英尺，而库克捐献的国旗的尺寸则是12x6英尺。
2006年6月，史密森尼学会下属的美国国家历史博物馆将馆藏的罗兰捐献的Old Glory借给位于纳什维尔的田纳西州立博物馆展出，展览为期八个月，名为“Old Glory：an American treasure comes home”。当时的Old Glory的状况已经十分脆弱，运输和展示过程都需要小心处理。
2012年，国家历史博物馆策展人jennifer locke jones和thomassen-krauss对两面旗帜都进行了保护性评估，评估的初步结果表明，罗兰捐赠的那面旗帜更接近原始的Old Glory，但原藏于Peabody的旗帜也来自同一时期，也是driver家族的合法遗产，因此也算得上是内战时期的文物。另外，罗兰捐赠的旗帜的边缘遭受了重度磨损，这也与Old Glory最早曾是航海用的旗帜这一事实吻合。